# Баскетбольная Африканская лига
Баскетбольная Африканская Лига (БАЛ) — (англ. Basketball Africa League, BAL) ведущая мужская баскетбольная лига в Африке. Лига была основана в 2019 году и организована совместно НБА Африка и Международной федерацией баскетбола (ФИБА).
Каждый сезон обычно начинается с марта и длится по июнь, и в текущем формате лига состоит из двенадцати команд. Каждая из команд квалифицируется по результатам своих выступлений в своих внутренних соревнованиях. Семь команд квалифицируются напрямую, в то время как пять других должны играть в отборочных турнирах. Групповой этап делится на три конференции, за которыми следуют плей-офф для определения чемпионов. Чемпионы БАЛ каждого сезона автоматически квалифицируются на Межконтинентальный кубок ФИБА.
Первый сезон состоялся в 2021 году, и на данный момент победу в соревновании одержали четыре разных команды.

## История
16 февраля 2019 года Национальная баскетбольная ассоциация и ФИБА объявили о планах создания континентальной профессиональной баскетбольной лиги. Во время пресс-конференции на Матче всех звезд НБА 2019 года комиссар НБА Адам Сильвер подробно рассказал о планах создания лиги. Он заявил, что в лиге будут представлены 12 команд после квалификационных турниров в конце 2019 года. Страны, которые могли бы принять команду, включают: Анголу, Египет, Кению, Марокко, Нигерию, Руанду, Сенегал, ЮАР и Тунис.
15 октября 2019 года начались отборочные турниры для первого сезона, в которых приняли участие команды из 32 африканских стран. Начало БАЛ в конечном итоге дважды откладывалось из-за разрушительной пандемии COVID-19. Первая игра BAL состоялась 16 мая 2021 года на арене Кигали в Кигали, Руанда, где проходил весь турнир. Сезон проводился в биобезопасном пузыре с ограничением посещаемости. 30 мая «Замалек» из Египта выиграл первый в истории чемпионат БАЛ, победив «Монастир» в первом финале.
В следующем сезоне лига расширила свой формат конференциями из пяти команд (Конференция Сахары и Нила), которые проводились в Дакаре и Каире. Плей-офф проходил в Кигали.
Четвертый сезон лиги в 2024 году ознаменовался расширением до трех конференций с конференцией Калахари, а также «Петро де Луанда» стала первой командой из стран Африки к югу от Сахары, выигравшей чемпионат. После сезона Ульрих Чомче из Камеруна стал первым бывшим игроком БАЛ, выбранным в Национальной баскетбольной ассоциации (НБА), поскольку он был выбран во втором раунде драфта НБА 2024 года.
Сезон 2025 года выиграла команда «Аль Ахли Триполи», которая стала первой командой, которая прошла весь путь через отборочные раунды и выиграла чемпионат. Лига также провела свои первые финалы за пределами Руанды, а принимающей стороной стал южноафриканский город Претория. 

## Формат
Каждый сезон БАЛ состоит из двенадцати команд. В регулярном сезоне двенадцать команд делятся на три конференции (Конференция Сахары, Конференция Нила и Конференция Калахари), в которых каждая команда играет с другой в круговом формате.
Две команды, занявшие самые высокие места в каждой конференции, а также две лучшие команды, занявшие третьи места, выходят в плей-офф — турнир с выбыванием, в котором определяется чемпион БАЛ.

## Квалификация
БАЛ имеет квалификационные раунды для определения команд, которые квалифицируются на каждый сезон. Национальным федерациям из африканских стран предоставляется возможность отправить один представляющий клуб, обычно чемпионов соответствующей национальной лиги. В отборочных турнирах команды играют друг с другом в группах за шесть оставшихся мест в регулярном сезоне БАЛ. В первом раунде все участвующие команды делятся на группы, а лучшие команды продвигаются в Элит 16. Там следует еще один групповой этап, прежде чем в полуфиналах и финалах проводятся отборочные игры по одной игре.
Шесть команд из шести заранее определенных стран напрямую квалифицируются в регулярный сезон, без участия в квалификационных матчах, что дает в общей сложности двенадцать команд. Эти страны были определены на основе истории баскетбола и размера коммерческого рынка, и на данный момент это Ангола, Египет, Тунис, Марокко (только в 2021 году), Нигерия, Руанда (с 2022 года) и Сенегал.

## Ограничения для иностранных игроков
С 2021 по 2024 год каждый клуб, участвующий в регулярном сезоне BAL, был ограничен четырьмя иностранными игроками в своей команде, что означает, что в его составе должно быть не менее восьми местных игроков. Кроме того, двое из четырех иностранных игроков должны были быть из другой африканской страны. Максимум 2 из 4 иностранных игроков могут быть из-за пределов Африки. Начиная с сезона 2024 года клубы смогли выставлять больше иностранных игроков.

## Текущие команды
Ниже представлены двенадцать команд сезона БАЛ 2025 года.
| Конференция           | Команда                   | Город, Страна              | Основан |
| --------------------- | ------------------------- | -------------------------- | ------- |
| Конференция Калахари  | Фус Рабат                 | Рабат, Марокко             | 1946    |
| Конференция Калахари  | Риверс Хуперс             | Порт-Харкорт, Нигерия      | 2005    |
| Конференция Калахари  | Стад Мальен               | Бамако, Мали               | 1960    |
| Конференция Калахари  | Аль-Иттихад               | Александрия, Египет        | 1914    |
| Сахарская конференция | Петро де Луанда (Петро)   | Луанда, Ангола             | 1980    |
| Сахарская конференция | Монастир                  | Монастир, Тунис            | 1923    |
| Сахарская конференция | АСК Виль де Дакар (АСКВД) | Дакар, Сенегал             | 1980    |
| Сахарская конференция | Криол Стар                | Прая, Кабо-Верде           | 2024    |
| Нильская конференция  | АПР                       | Кигали, Руанда             | 1993    |
| Нильская конференция  | Аль Ахли Триполи          | Триполи, Ливия             | 1950    |
| Нильская конференция  | Найроби Сити Тандер       | Найроби, Кения             | 1998    |
| Нильская конференция  | МББ                       | Йоханнесбург, Южная Африка | 2010    |

## Трофей и призовой фонд
Победители финала БАЛ получают кубок соревнований, вдохновленный адансонией ( более известной как баобаб), распространенным типом дерева в Африке. Начиная с сезона 2025 года, игроки и тренеры чемпионской команды также получают чемпионские кольца, следуя североамериканской спортивной традиции.
Сообщается, что в первом сезоне 2021 года чемпионы получили призовые в размере 100 000 долларов США; занявшие второе место получили 75 000 долларов США; занявшие третье место — 55 000 долларов США и занявшие четвертое место — 25 000 долларов США.

## Внешние ссылки
- Официальный сайт